# Accident Man - La vacanza del sicario
Accident Man - La vacanza del sicario (Accident Man: A Hitman's Holiday) diretto da George e Harry Kirby. È il sequel del film Accident Man del 2018 diretto da Jesse V. Johnson.

## Trama
Mike Fallon torna dalla vacanza per eliminare i migliori assassini per proteggere il figlio di un boss mafioso, salvare la vita ad un suo amico e riallacciare con la sua figura paterna maniacale.